# Stories and Alibis
Stories and Alibis è il primo album dei Matchbook Romance, uscito nel 2003 con l'etichetta Epitaph Records. Segue il loro secondo EP West for Wishing.
Nell'album si può ascoltare in più punti il suono di un'orchestra, che è però stato ricreato in studio attraverso dei suoni preregistrati (non si tratta dunque di una vera orchestra). La hidden track è un insieme di registrazioni casuali in studio, fra cui una risata del batterista Aaron Stern ed una canzone suonata al piano da Andrew Jordan (il quale peraltro non sa suonare il piano ed ha ammesso di aver commesso numerosi errori in quella "canzone").
Parlando di Playing for Keeps, Jordan ha detto "[la canzone parla di] qualcosa di estremamente sbagliato e sai che non dovresti farlo, e invece lo accetti. Tipo, 'se capita, ben venga!'... 'Tradire una persona? Va bene!, e lo fai'".

## Classifiche
L'album si è piazzato al 18º posto della classifica heatseekers (quella degli album di band mai entrate nella top 100), restandovi per ben 25 settimane sulla scia del buon successo del disco, ed al 26º in quella degli album indipendenti, dove è rimasto per 28 settimane.
| Classifica                | Posizione |
| ------------------------- | --------- |
| Stati Uniti (independent) | 26        |
| Stati Uniti (heatseekers) | 18        |

## Tracce
Tutte le canzoni sono state scritte e suonate dai Matchbook Romance. Tutti i testi sono di Andrew Jordan.
1. Introduction – 1:34
2. Your Stories, My Alibis – 4:46
3. Playing for Keeps – 3:45
4. Promise – 4:16
5. Lovers and Liars – 3:21
6. Tiger Lily – 3:03
7. Shadows Like Statues – 4:29
8. My Eyes Burn – 4:19
9. She'll Never Understand – 3:58
10. If All Else Fails – 5:47
11. Stay Tonight – 3:22
12. The Greatest Fall – 4:04
13. *Traccia nascosta senza titolo* – 3:09

Le tracce dalla 13 alla 83 sono composte ognuna da 5 secondi di silenzio. Il vero numero di traccia della hidden track è l'84.
La canzone Playing for Keeps è stata inserita nel 2012 al 69º posto delle 100 migliori canzoni emo di sempre da Boston Phoenix.

## Formazione

### Band
- Andrew Jordan - voce e chitarra
- Judas Depaolo - chitarra e voce
- Ryan Kienle - basso e voce
- Aaron Stern - batteria

### Altro personale
- Joe Barresi - produzione, ingegneria e mixaggio
- Pete Martinez - assistente ingegnere ed aiuto editing presso Sound City
- Jeff Moses - assistente ingegnere presso Larrabee East
- Brett Gurewitz - produzione su The Greatest Fall
- John Naclerio - registrazione delle parti vocali di The Greatest Fall presso Nada Studios
- Gene Grimaldi - Masterizzazione presso Oasis Mastering
- Bruce Jacoby - Tecnico della batteria
- David Palmer - tastiere

## Artwork
Il CD è contenuto in una confezione digipak. La copertina è interamente bordeaux, inquadrata da una sorta di cornice ocra; al centro è presente la scritta "Matchbook Romance" ed un fiore al di sotto, mentre il titolo dell'album è scritta in nero ed in corsivo con una grafia personalizzata. Ai quattro angoli della cornice è presente un giglio stilizzato, sempre di color ocra. Il retro si configura allo stesso modo, ma al centro dell'immagine si trova il volto di una donna accanto ad una grande rosa.
All'interno, il disco è nero con le scritte di color terra. Al di sotto, si osserva una cornice simile a quella della copertina, ma stavolta lo sfondo è di un color giallo tenue ed al centro vi sono dei disegni stilizzati. Nella "pagina" accanto, il booklet è contenuto in una piegatura della confezione a mo' di tasca, sulla quale è impresso un pezzo del testo di Playing for Keeps, che recita you're as welcome as cancer, but my door is always unlocked ("sei simpatica come un cancro, ma la mia porta è sempre aperta").
Il booklet è anch'esso di color giallo, e si configura come una sorta di diario personale/quaderno degli appunti, dove ad ogni data corrisponde una canzone: 9 gennaio - Your Stories, My Alibis; 16 febbraio - Playing for Keeps; 29 marzo - Promise; 12 aprile - Lovers & Liars; 26 maggio - Tiger Lily; 2 giugno - Shadows Like Statues; 23 luglio - My Eyes Burn; 20 agosto - She'll Never Understand; 21 settembre - If All Else Fails; 13 ottobre - Stay Tonight; 18 novembre - The Greatest Fall. Andrew Jordan ha spiegato che l'idea per il booklet gli è venuta prendendo ispirazione da un bloc notes che gli aveva regalato la sua ex ragazza, sul quale lui scriveva i testi di tutte le canzoni; le date scelte sono significative per Jordan stesso, ricordando avvenimenti a lui legati. Al centro del booklet compaiono i ringraziamenti e i credits, mentre in fondo c'è la tracklist, scritta come se fosse vista "allo specchio".